# Руен (община)
Руен (болг. Община Руен) — община в Болгарии. Входит в состав Бургасской области. Население составляет 29 406 человек (на 15 мая 2008 года).
Административный центр — село Руен.
Площадь территории общины — 690 км².

## Состав общины
В состав общины входят следующие населённые пункты (сёла):
1. Билка
2. Вишна
3. Вресово
4. Добра-Поляна
5. Добромир
6. Дропла
7. Дыскотна
8. Дюля
9. Заимчево
10. Зайчар
11. Звезда
12. Каменяк
13. Каравелёво
14. Листец
15. Люляково
16. Мрежичко
17. Планиница
18. Подгорец
19. Преображенци
20. Припек
21. Просеник
22. Разбойна
23. Речица
24. Рожден
25. Рудина
26. Руен
27. Рупча
28. Рыжица
29. Сини-Рид
30. Скалак
31. Снежа
32. Снягово
33. Соколец
34. Средна-Махала
35. Струя
36. Топчийско
37. Трынак
38. Череша
39. Шиварово
40. Ябылчево
41. Ясеново

Упразднённые населённые пункты: Китка